# Stephen Bardo
Stephen « Steve » Bardo, né le 5 avril 1968, à Henderson, au Kentucky, est un ancien joueur américain de basket-ball. Il évolue au poste d'arrière.

## Palmarès
- Meilleur défenseur de l'année de la CBA 1993, 1994
- All-CBA First Team 1993
- All-CBA Second Team 1992, 1994
- CBA All-Defensive First Team 1992, 1993, 1994